# درافيسكوس (سيرري)
درافيسكوس (Δραβήσκος) هي مدينة في سيرري في مقاطعة فوريا إلادا في اليونان.
يبلغ عدد سكانها حوالي 1589   نسمة.